# Alchemilla benasquensis
Alchemilla benasquensis är en rosväxtart som beskrevs av S. Fröhner. Alchemilla benasquensis ingår i släktet daggkåpor, och familjen rosväxter. Inga underarter finns listade i Catalogue of Life.